# Iron Lynx
Iron Lynx est une écurie de sport automobile italienne fondée en 2019 par Andrea Piccini, Deborah Mayer, Claudio Schiavoni et Sergio Pianezzola (de). Elle fait participer des voitures de Grand tourisme et des Sport-prototype dans des championnats tels que le Championnat du monde d'endurance, l'European Le Mans Series et la Michelin Le Mans Cup.
Elle a remporté le championnat Michelin Le Mans Cup dans la catégorie GT3 en 2020 et en 2021. Elle a remporté le championnat European Le Mans Series dans la catégorie LMGTE Am en 2021.

## Histoire
En 2019, à la suite de la création de l'écurie, celle-ci s'était engagée dans le championnat Italian GT Championship (en) afin d'y faire rouler une Lamborghini Huracán Super Trofeo et des Ferrari 458 GT3 dans la catégorie GT-Light. En fin de saison, l'écurie avait également participé aux Gulf 12 Hours en y faisant rouler une Ferrari 488 GT3. Pour cela, l'écurie avait été assistée techniquement par l'écurie suisse Kessel Racing. Bien que le podium était envisageable pour la voiture de l'écurie, la course s'était malheureusement arrêtée à la suite d'un contact.
En 2020, après un an d'existance, l'écurie Iron Lynx s'était engagée dans 2 nouveaux championnats, l'European Le Mans Series et la Michelin Le Mans Cup, afin d'y faire rouler des Ferrari 488 GT3 Evo et des Ferrari 488 GTE Evo. Contrairement à la saison passée, c'est sans l'assistance technique de l'écurie suisse Kessel Racing que l'Iron Lynx allait participer à ces championnats. En effet, dans une logique de développement, l'écurie avait décidée de participer au championnat Michelin Le Mans Cup avec une écurie composée seulement de son personnel et de participer aux European Le Mans Series avec une structure hybride avec l'assistance de l'écurie italienne AF Corse du fait de la difficulté de faire évoluer les Ferrari 488 GTE Evo par rapport aux Ferrari 488 GT3 Evo,,,,. L'écurie avait également déposé un dossier afin de faire participer 2 voitures aux 24 Heures du Mans. En février 2020, à la publication des participants à l'épreuve, seule une voiture avait été sélectionnées,  la seconde étant en liste d'attente,,. À la suite de la Pandémie de Covid-19, les 24 Heures du Mans avaient été décalées en septembre et un certain nombre d'écuries avaient déclaré forfait. De ce fait, en juillet 2020, la seconde Ferrari 488 GT3 Evo de l'écurie avait été sélectionnée afin de participer à l'épreuve mancelle. En août 2020, un nouveau changement était apparu sur la liste des participants aux 24 Heures du Mans et une troisième Ferrari 488 GT3 Evo avait été annoncée pour l'écurie Iron Lynx. Pour cette saison, il est à retenir la victoire en catégorie GT dans le championnat Michelin Le Mans Cup avec 4 1re place et 3 3e place lors des 7 manches du championnat ainsi que  les 3 3e place en European Le Mans Series. La victoire en Michelin Le Mans Cup avait permis à l'écurie de gagner une invitation automatique pour les prochains 24 Heures du Mans.
En 2021, l'écurie Iron Lynx s'était engagée en Championnat du monde d'endurance en plus des championnats European Le Mans Series et la Michelin Le Mans Cup. A ces championnats, il faut également rajouter une participation aux GT World Challenge Europe. EN juillet, l'écurie Iron Lynx avait annoncé unir ses forces avec l'écurie italienne Prema Powerteam. De cette union était néé une nouvelle structure, le DC Racing Solutions Ltd. L’objectif de la nouvelle entité était de présenter une plateforme de course pour les jeunes talents, les pilotes professionnels et les clients, aussi bien en monoplace qu’en GT. Comme la saison précédente, c'est avec 3 Ferrari 488 GTE Evo que l'écurie avait participé aux 24 Heures du Mans. Pour cette saison, il est à retenir la victoire en catégorie GT dans le championnat Michelin Le Mans Cup avec 5 1re place et 2 3e place lors des 7 manches du championnat ainsi que la victoire en catégorie GT dans le championnat Michelin Le Mans Cup avec 3 1re place, 2 2e place et 1 3e place lors des 6 manches du championnat. Ces victoires ont ainsi permis à l'écurie de gagner deux invitations automatiques pour les prochains 24 Heures du Mans.
En 2022, le Prema Powerteam s'était engagé dans le Championnat du monde d'endurance en catégorie LMP2 avec le soutien technique d'Iron Lynx.

## Résultats en compétition automobile

### Résultats enChampionnat du monde d'endurance
| Année | Classe   | no | Voiture             | Pneus | 1     | 2     | 3        | 4     | 5      | 6     | Total | Pos. |
| ----- | -------- | -- | ------------------- | ----- | ----- | ----- | -------- | ----- | ------ | ----- | ----- | ---- |
| 2021  | LMGTE Am | 60 | Ferrari 488 GTE Evo | M     | SPA 9 | POR 5 | MNZ Abd. | LMS 3 | BHR 11 | BHR 5 | 63.5  | 7e   |
| 2021  | LMGTE Am | 85 | Ferrari 488 GTE Evo | M     | SPA 8 | POR 6 | MNZ 8    | LMS 6 | BHR 8  | BHR 8 | 46    | 10e  |

### Résultats enEuropean Le Mans Series
| Année | Classe | no | Voiture             | Pneus | 1     | 2        | 3       | 4        | 5     | 6     | Total | Pos. |
| ----- | ------ | -- | ------------------- | ----- | ----- | -------- | ------- | -------- | ----- | ----- | ----- | ---- |
| 2020  | LMGTE  | 60 | Ferrari 488 GTE Evo | M     | LEC 6 | SPA Abd. | LEC 5   | MON Abd. | POR 3 |       | 35    | 7e   |
| 2020  | LMGTE  | 60 | Ferrari 488 GTE Evo | M     | LEC 3 | SPA 8    | LEC 3   | MON 3    | POR 6 |       | 61    | 4e   |
| 2021  | LMGTE  | 60 | Ferrari 488 GTE Evo | M     | BAR 5 | RBR 7    | LEC 5   | MON 5    | SPA 5 | POR 9 | 50    | 8e   |
| 2021  | LMGTE  | 80 | Ferrari 488 GTE Evo | M     | BAR 4 | RBR Nc.  | LEC Nc. | MON 6    | SPA 3 | POR 3 | 50    | 7e   |
| 2021  | LMGTE  | 83 | Ferrari 488 GTE Evo | M     | BAR 1 | RBR 3    | LEC 1   | MON 2    | SPA 2 | POR 1 | 126   | 1re  |

## Pilotes
- Hamda Al Qubaisi (2020)
- Pietro Armanni (2021)
- Sarah Bovy (2021)
- Lisa Billard (2025)
- Matteo Cressoni (2021)
- Ivan Domingues (2022)
- Leonardo Fornaroli (2020-2021)
- Rahel Frey (2020-2021)
- Antonio Fuoco (2021)
- Marta García (2024)
- Michelle Gatting (2020-2021)
- Raffaele Giammaria (en) (2021)
- Manuela Gostner (2020-2021)
- Matthew Griffin (2020)
- Callum Ilott (2021)
- Nicola Lacorte (2022)
- Gabriele Lancieri (en) (2021)
- Côme Ledogar (2021)
- Katherine Legge (2021)
- Rino Mastronardi (2020-2021)
- Deborah Mayer (2020)
- Miguel Molina (2021)
- Nicklas Nielsen (2020-2021)
- Rory Penttinen (2021)
- Sergio Pianezzola (2020)
- Andrea Piccini (2020-2021)
- Alessandro Pier Guidi (2021)
- Doriane Pin (2021-2022, 2024)
- Davide Rigon (2021)
- Alessio Rovera (2021)
- Paolo Ruberti (2020-2021)
- Logan Sargeant (2021)
- Claudio Schiavoni (2020-2021)
- Niccolò Schirò (2020)
- Giorgio Sernagiotto (2021)
- Yaroslav Shevyrtalov (2020)
- Murad Sultanov (2020)
- Kacper Sztuka (2021)
- Emanuele Maria Tabacchi (2020)
- Maya Weug (2021-2022)